# World Funeral
World Funeral ist das achte Album der schwedischen Black-Metal-Band Marduk. Es erschien im Februar 2003.

## Entstehung
Im Gegensatz zum vorigen Album La grande Danse macabre nahm die Band sich mehr als neun Tage Zeit für die Aufnahmen, was laut des Gitarristen Morgan Håkansson „eine gute Idee von Peter Tägtgren“ war. Tägtgren, in dessen Abyss Studio World Funeral im September und November 2002 aufgenommen wurde, mischte das Album ab und war auch als Toningenieur zuständig. Die Produktion übernahm Marduk selbst. Das Album erschien im Februar 2003, gefolgt von einer Europatournee mit 31 Auftritten.

## Titelliste
1. With Satan and Victorious Weapons – 3:51
2. Bleached Bones – 5:20
3. Cloven Hoof – 3:26
4. World Funeral – 3:31
5. To the Death’s Head True – 3:58
6. Castrum doloris – 3:34
7. Hearse – 4:54
8. Night of the Long Knives – 5:31
9. Bloodletting – 5:49
10. Blessed Unholy – 5:02
11. Blackcrowned – 2:18

## Musikstil und Texte
Gunnar Sauermann vom Hard Rock & Metal Hammer zufolge ist die Musik von Anfang an „höllischer Lärm […]: Rasend, präzise und brachial hämmert es aus den Boxen“. Seiner Kollegin Petra Schurer zufolge bewegt die Band sich trotz der musikalischen Variation durch langsame Passagen „[g]rößtenteils […] sowohl musikalisch als auch lyrisch weiterhin auf der Metzel- und Blasphemie-Ebene“. Laut Håkansson brauchte die Musik „einen klaren Sound, sonst gibt das Klangbrei“. William York von Allmusic zufolge klingt die Produktion jedoch „quietschend-sauber“ und „sehr digital“. Das Album enthält viele „elegante, technische und doch eingängige“ Riffs. Das Tempo ist abwechslungsreicher als bei Marduk üblich.
Das Album beginnt mit dem traditionellen Stück With Satan and Victorious Weapons, gefolgt von Bleached Bones, „[f]ür Marduk-Verhältnisse ein Mid-Tempo-Song, der mit seinem hypnotischen Rhythmus an das letzte Album erinnert und im Mittelteil Gas gibt“. Cloven Hoof „[g]ibt sofort wieder Vollgas“ und handelt von „eine[m] klumpfüßigen Charakter aus der Bibel“. Das Titellied ist laut Håkansson von Slayer inspiriert und „in einer anderen Tonlage als sonst gehalten“. To the Death’s Head True ist nach Sauermanns Beschreibung „[l]auernd und bösartig bei gedrosseltem Tempo. Schwarzmetallisch mit einem Hauch von mesmerisierendem Doom“; es basiert Håkansson zufolge „auf einem einzigen Riff, welches mir schon seit Jahren im Kopf herumspukte. Irgendwie fiel der Song dadurch recht ungewöhnlich und etwas todeslastig aus.“ Castrum doloris ist „[s]akral und erhaben einerseits, aber auch mitunter höllisch groovend. Für Marduk so etwas wie eine Ballade, in der Legion erzählend singt.“ Es handelt sich um Märk hur vår skugga aus der Sammlung Fredmans epistlar des schwedischen Komponisten Carl Michael Bellman, das die Band „lediglich unseren Bedürfnissen entsprechend angepasst“ hat. Hearse wiederum ist „sehr heavy ausgefallen und enthält einige rasantere Teile“; der Text basiert auf dem Horrorfilm Das Böse (im Original Phantasm) von Don Coscarelli. Night of the Long Knives „klingt […] roh und wütend. Im Mittelteil eine lange Heavy Metal-Passage“; laut Håkansson verkörpert das Lied Marduks Essenz: „schnell und hämmernd, aber nie monoton. Darum der Tempowechsel zur Mitte hin.“ Bloodletting wird von Sauermann als „[b]edrohlich, stampfend und ritualistisch“ beschrieben, erinnert ihm zufolge stellenweise an Nightwing und „steht hauptsächlich auf einem unheimlichen Riff – aber das sehr bequem“. Das Lied wurde ursprünglich „für einen Horror-Soundtrack geschrieben. Der Film kam nie zustande, deshalb haben wir den Text geändert und das Stück neu aufgenommen.“ Blessed Unholy ist ein traditionelles Marduk-Lied und „[d]ringt unwiderstehlich, ähnlich wie ‚Slay The Nazarene‘ oder ‚Jesus Christ Sodomized‘, mit der Gewalt eines Presslufthammers ins Hirn“. Das letzte Stück, Blackcrowned, ist „[e]in schleppendes instrumentales Trauer-Outro“. Die Band bearbeitete hierfür den Trauermarsch Music for the Funeral of Queen Mary von Henry Purcell.

## Rezeption
York zufolge klingt das Album die ersten paar Male erstaunlich und großartig, aber danach leider nicht mehr. Die „quietschend-saubere, sehr digital klingende“ Abyss-Studio-Produktion sei ermüdend und anstrengend, und Legion klinge größtenteils noch immer „wie ein Pirat mit Laryngitis“; die Texte seien oft „unbeholfen oder peinlich“. Aber die „wahre Achillesferse“ der Band sei ihre Unfähigkeit, mit einem Bündel Lieder aufzukommen, die stark und einprägsam genug sind, um die angestrebte Extremität zu verankern. Dennoch sei es kein schlechtes Album, es erreiche nur wieder nicht das Niveau, das die Band (konsistent und nicht nur mit ein paar Liedern oder auf jedem dritten Album) erreichen müsse, um jemals zur Oberschicht im Black Metal zu gehören. Für Wolf-Rüdiger Mühlmann vom Rock Hard, der das Album als „lauwarm“ einstufte, markiert World Funeral „den Tiefpunkt der Legion-Phase, wenn nicht gar der gesamten Band-Historie“. Die Band sei „müde, ausgebrannt und arm an Ideen“ gewesen, da „die damalige belgische Booking-Agentur Metallysee […] für etliche Fließbandtouren“ gesorgt und Marduk deshalb „[w]ie einst die polnischen Death-Metaller Vader […] jahrelang an jeder greifbaren Steckdose“ gespielt habe; Legion „fühlte sich sichtbar nicht mehr imstande, einen unberechenbaren, ‚gefährlichen‘ Fronter zu geben, Basser B. War bereicherte die Band als Teilzeit-Black-Metaller mehr schlecht als recht, und als logische Folge dieser handfesten Personalkrise hangelte man sich auf diesem Album von Mittelklassesong zu Mittelklassesong. Die Black-Metal-Institution war scheintot.“ Mortuus habe auf dem folgenden Album Plague Angel „die Schwarzmetall-Institution zurück in die absolute Bösartigkeit“ geführt; nach seinem Einstieg scheine „[d]ie Schwächephase […] wie weggeblasen, die Schweden sind wieder absolute Leader in der Riege der unbarmherzigen Black-Metal-Combos“. Watain-Sänger Erik Danielsson zufolge ist die neue Besetzung (nachdem Legion und B.War durch Mortuus und den ehemaligen Gitarristen Devo Andersson ersetzt wurden) „etwas, das weit von dem Fehlschlag entfernt sein wird, zu dem sie für eine Weile wurden“. Dennoch war laut Robert Müller vom Metal Hammer „der Abgang des altgedienten Sängers ein Schock, und es scheint auch drei Alben gebraucht zu haben, bis die alte Marduk-Garde um Morgan Håkansson wirklich verstanden hat, was für einen unfassbar guten Black Metal-Sänger sie sich da mit Funeral Mists Daniel Rosten alias Mortuus geangelt hat“.
Sauermann, der das Album zusammen mit anderen Journalisten vorab hörte, schrieb, von Anfang an sei es „höllischer Lärm […]. So und nicht anders muss schwedischer Black Metal klingen […].“ Auch den anderen anwesenden Pressevertretern habe das Album gefallen. Cloven Hoof zeige, „wie sehr Marduk ihr Songwriting verfeinert haben“. Schurer lobte „einige reinrassige, geschickt in Szene gesetzte Doom-Passagen“ in To the Death’s Head True; produktionstechnisch überzeuge der „differenzierte, aber dennoch erfrischend raue Sound. Doch alle vorhandene Weiterentwicklung in Ehren: Es ist schwer, sich des Eindrucks zu erwehren, dass Marduk anno 2003 nicht rational-kalkuliert zur Sache gehen. Der schier blinde Hass und die mit Leidenschaft vorgetragene Wut, die die frühen Werke auszeichneten, fehlen heute.“ Daher sei World Funeral „zwar ein spiel- und kompositionstechnisch hochklassiges, aber nur selten ein emotional wirklich mitreißendes Black Metal-Album geworden“. Sie vergab fünf von sieben Punkten.